# Adyen

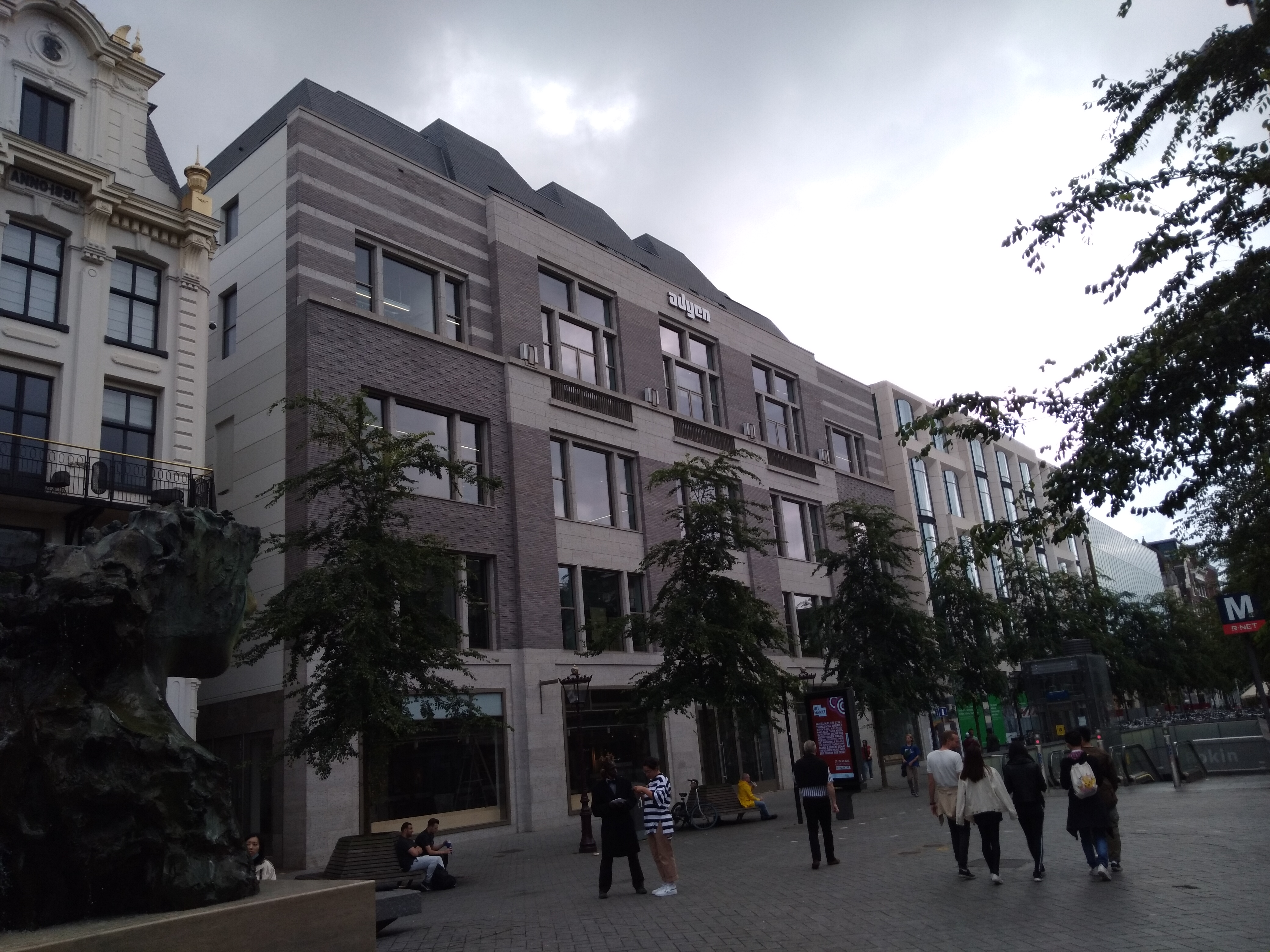
Kantoor Adyen na verhuizing

Adyen N.V. is een Nederlandse beursgenoteerde onderneming. Een groep ondernemers, onder wie Pieter van der Does en Arnout Schuijff, startte in 2006 de onderneming in Amsterdam. Het bedrijf is actief in meer dan 20 landen en in 2022 was Adyen het op 96 na meest waardevolle bedrijf ter wereld volgens Kantar BradZ Global Report.

## Activiteiten
Adyen is een payment service provider, en voorziet derhalve in een online betaalsysteem waarmee bedrijven alle betalingen kunnen afhandelen, in plaats van verschillende aan elkaar gekoppelde systemen, en voert hiermee betalingen uit voor verschillende webwinkels en technologiebedrijven. Veilingsite eBay maakte in februari 2018 bekend over te stappen van vaste betaalverwerker PayPal naar Adyen.
De belangrijkste bronnen van inkomsten zijn de settlement fees en de processing fees. De processing fees bestaan uit een vaste vergoeding voor iedere transactie die door Adyen wordt afgewikkeld. De settlement fees zijn afhankelijk van de transactiewaarde. Adyen heeft hiervoor afspraken gemaakt met banken en vergelijkbare partijen, die brengen hiervoor kosten in rekening die Adyen, met een winstopslag, doorberekent aan haar klanten. De inkomsten zijn dus sterk afhankelijk van het aantal en de waarde van de transacties die door het Adyen betalingssysteem gaan. In 2023 werd voor € 970 miljard aan transacties gefaciliteerd. Van de netto-inkomsten in dat jaar was ruim de helft afkomstig van de settlement fees en een kwart was processing fees.
| Jaar | Transactie- volume (* € miljard) | Omzet         | bedrijfs- resultaat | Netto- resultaat | Werknemers (in FTE, einde jaar) |
| Jaar | Transactie- volume (* € miljard) | (× € miljoen) | (× € miljoen)       | (× € miljoen)    | Werknemers (in FTE, einde jaar) |
| ---- | -------------------------------- | ------------- | ------------------- | ---------------- | ------------------------------- |
| 2019 | 240                              | 534           | 295                 | 234              | 1182                            |
| 2020 | 304                              | 684           | 374                 | 261              | 1747                            |
| 2021 | 516                              | 1002          | 595                 | 470              | 2180                            |
| 2022 | 768                              | 1330          | 664                 | 564              | 3332                            |
| 2023 | 970                              | 1626          | 658                 | 698              | 4196                            |
| 2024 | 1286                             | 1996          | 888                 | 925              | 4345                            |

## Geschiedenis
De oprichters hebben het bedrijf Adyen genoemd, Surinaams voor 'opnieuw beginnen', omdat de oprichters eerder een betaalbedrijf hebben gehad. Dit was het betalingssysteem Bibit, dat zij in 2004 voor € 100 miljoen aan Royal Bank of Scotland verkochten. Door deze verkoop waren ze gebonden aan een lock-up periode, op de dag dat deze verliep hebben ze Adyen opgezet.
Bij de beursintroductie in juni 2018 had de onderneming een omzet van iets boven de € 1 miljard. Volgens Bloomberg werd het bedrijf gewaardeerd op 5 tot 10 miljard dollar.
Prinses Mabel van Oranje kwam in 2018 in het nieuws vanwege Adyen. Zij had een grote hoeveelheid aandelen in het bedrijf, die na de beursgang, een totale waarde van € 131 miljoen bleken te hebben. Een gedeelte hiervan is verkocht.
In 2020 had Adyen een netto-omzet van € 684 miljoen, een stijging van 28% op jaarbasis. In 2021 bereikte de netto-omzet € 1 miljard.
In de zomer van 2021 trok Adyen deels in de gebouwen Rokin 21 en 49, die gebouwd waren voor Hudson's Bay Company, door ruimtegebrek bleef het ook aan de Simon Carmiggeltstraat gevestigd.
Volgens het Kantar BradZ Global Report van 2022 stond Adyen in 2022 op de 96ste plek van meest waardevolle merken ter wereld.
Op 17 augustus 2023 werd de handel in het aandeel Adyen korte tijd stilgelegd nadat de beurswaarde ervan met 25% was gedaald. De koersval werd veroorzaakt door tegenvallende resultaten van het betaalbedrijf. Na de handelsonderbreking zette de daling door en sloot de handelsdag af met een waardedaling van ruim 38% en verloor het bedrijf € 19 miljard aan beurswaarde. Alhoewel Adyen winst maakt en een omzetstijging liet zien van 21%, was dit 4% lager dan analisten hadden verwacht. Inflatie, toenemende rente en prijsconcurrentie drukten de omzet. Ook heeft het bedrijf honderden nieuwe, hooggekwalificeerde werknemers aangenomen, waardoor er hogere loonkosten waren. Sinds de beursgang in 2018 heeft Adyen nog niet eerder zo'n groot koersverlies op één dag gehad.